# Chiesa di San Michele (Capoliveri)

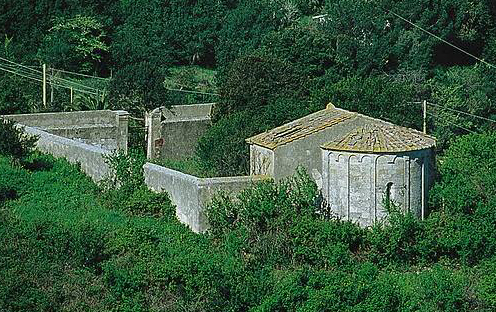
La pieve di San Michele

La pieve di San Michele è un edificio sacro che si trova a 114 metri di altitudine nel territorio di Capoliveri, a poca distanza dal centro abitato.

## Storia e descrizione
La pieve, attestata dal 1235, era originariamente intitolata ai santi Giovanni e Michele, come si evince da più atti notarili (1343) di Andrea di Pupo («...plebis Sanctorum Iohannis et Michelis de Capolivro...»). Danneggiata dall'incursione delle truppe di Dragut nel 1553, perse le originarie funzioni cultuali, finché nell'Ottocento fu trasformata in cappella mortuaria; si conserva la bella abside romanica decorata da coppie di archetti pensili divisi da paraste.
Nel 1376 il papa Gregorio XI, ritornato dalla cattività avignonese, avrebbe fatto scalo con la propria nave nel sottostante golfo e nella pieve avrebbe celebrato la messa a beneficio della popolazione del paese.